# Октябрський (Зав'яловський район)
Октя́брський (Октябрське, рос. Октябрьский, Октябрьское) — село (колишнє селище) в Зав'яловському районі Удмуртії, Росія.
Знаходиться на річці Чемошурка, правій притоці Позиму, обабіч дороги Іжевськ-Зав'ялово, на східній околиці Іжевська. З'єднане з Іжевськом декількома автобусними маршрутами.

## Населення
Населення — 3421 особа (2010; 2923 в 2002).
Національний склад станом на 2002 рік:
- росіяни — 64 %
- удмурти — 26 %

## Історія
Поселення засноване 1962 року згідно з постановою президії ВР Удмуртської АРСР від 31 березня як селище при Іжевській птахофабриці. Воно відносилось до Чемошурської сільради Зав'яловського району. В 1966 році Чемошурська сільрада перетворюється в Первомайську з центром в Первомайському. Постановою президії ВР Удмуртської АРСР від 7 лютого 1991 року з Первомайської сільради виділяється Октябрська сільрада з центром в селищі Октябрський. 2004 року постановою Державної ради Удмуртії селище перетворене в село.

## Економіка
Головним підприємством села є ВАТ «Іжевська птахофабрика».
Серед закладів соціальної сфери працюють середня школа, дитячий садок, культурний комплекс, створений на базі бібліотеки, клуб.

## Урбаноніми[6]
- вулиці — Бузкова, Дорожня, Квіткова, Лісова, Лучна, Південна, Поліська, Польова, Соснова, Сонячна, Травнева, Фруктова, Центральна, Червона